# Консультативна рада з питань інформатизації при Верховній Раді України
Консультативна рада з питань інформатизації при Верховній Раді України — дорадчо-консультативний орган, створений для сприяння Верховній Раді України у виробленні політики в сфері інформатизації, при підготовці та затвердженні завдань Національної програми
інформатизації з урахуванням найновіших досягнень і технологічних рішень.

## Історія
Рада створена 4 лютого 1998 року і функціонує на громадських засадах.

## Статус
Консультативна рада є єдиним дорадчим органом при Верховній Раді України. Інші подібні органи мають статус дорадчих при Комітетах Верховної Ради України.
Консультативна рада є важливим елементом впливу громадянського суспільства на формування державної політики в сфері інформатизації.

## Склад ради
До складу Консультативної ради входять за згодою:
- вчені у галузі інформатики та суміжних галузях,
- представники підприємств, установ, організацій, які працюють у сфері інформаційних послуг,
- народні депутати України,
- представники органів виконавчої влади.

Склад Консультативної ради включає не менше 15 осіб.
Консультативну раду очолює голова, а за його відсутності — заступник голови.
Склад Консультативної ради, голова та його заступник затверджуються Головою Верховної Ради України за поданням Комітету Верховної Ради України з питань науки і освіти.
Зміни до складу Консультативної ради вносяться Головою Верховної Ради України за поданням Комітету Верховної Ради України з питань науки і освіти. Склад Консультативної ради протягом одного календарного року може бути змінено не більш як на одну третину.

### Поточний склад ради
Склад Консультативної ради, затверджений розпорядженням Голови Верховної Ради України від 15 листопада 2009 р. № 1147
До ради входять:
1. Згуровський Михайло Захарович — ректор Національного технічного університету України «Київський політехнічний інститут», академік НАН України, голова ради
2. Самойлик Катерина Семенівна — народний депутат України, секретар Комітету Верховної Ради України з питань науки і освіти, заступник голови ради
3. Андон Пилип Іларіонович — директор Інституту програмних систем НАН України, академік НАН України
4. Андрусенко Олександр Іванович — начальник управління інформатизації і комп'ютерного забезпечення Рахункової палати
5. Баранов Олександр Андрійович — директор Державного департаменту з питань зв'язку та інформатизації Міністерства транспорту та зв'язку України
6. Бутузов Віталій Миколайович — головний науковий співробітник Міжвідомчого науково-дослідного центру з проблем боротьби з організованою злочинністю при Раді національної безпеки і оборони України
7. Гриценко Володимир Ілліч — директор Міжнародного науково-навчального центру інформаційних технологій та систем НАН України та МОН України
8. Довгий Станіслав Олексійович — народний депутат України
9. Доній Олександр Сергійович — народний депутат України
10. Жиляєв Ігор Борисович — головний науковий співробітник НДІ правової інформатики НАПУ
11. Ільченко Михайло Юхимович — проректор Національного технічного університету України «Київський політехнічний інститут», член-кореспондент НАН України
12. Коновалов Ігор Вікторович — Заступник голови Державного комітету України з питань контролю за наркотиками
13. Корж Віталій Терентійович — народний депутат України
14. Лисицький Віктор Іванович — радник голови Правління Приватбанку
15. Мельник Анатолій Олексійович — декан факультету комп'ютерних та інформаційних технологій Інституту підприємництва та перспективних технологій Національного університету «Львівська політехніка»
16. Палагін Олександр Васильович — заступник директора Інституту кібернетики ім. В. М. Глушкова НАН України, академік НАН України
17. Петров В'ячеслав Васильович — директор Інституту проблем реєстрації інформації НАН України, член-кореспондент НАН України
18. Пилипчук Володимир Григорович — директор Науково-дослідного центру правової інформатики Академії правових наук України,
19. Попова Тетяна Володимирівна — голова Правління Інтернет Асоціації України
20. Процикевич Ігор Андрійович — директор Державного підприємства Науково-телекомунікаційний центр «Українська академічна і дослідницька мережа» (УАРНЕТ)" НАН України
21. Речкалов Олександр Павлович — член НКРЗ України
22. Родіонов Михайло Кузьмич — директор Центру розвитку інформаційного суспільства Національного технічного університету України «Київський політехнічний інститут»
23. Савченко Анатолій Стефанович — начальник Департаменту інформатизації Національного банку України
24. Семенченко Андрій Іванович — декан факультету суспільно-політичного розвитку НАДУ ПУ
25. Сергієнко Іван Васильович — директор Інституту кібернетики ім. В. М. Глушкова НАН України, академік НАН України
26. Сидоренко Горислав Степанович — генеральний директор Національного наукового центру «Інститут метрології» Державного комітету України з питань технічного регулювання та споживчої політики
27. Сидоренко Олексій Олексійович — керівник Управління комп'ютеризованих систем апарату Верховної Ради України
28. Стогній Вадим Сергійович — заступник голови — учений секретар Комітету з Державних премій України у галузі науки і техніки
29. Фесенко Сергій Олександрович — адміністрація держспецзв'язку
30. Шевчук Олег Борисович — народний депутат України
31. Швець Микола Якович — член-кореспондент Академії правових наук України
32. Якименко Юрій Іванович — перший проректор Національного технічного університету України «Київський політехнічний інститут», член-кореспондент НАН України

## Процедури діяльності
Консультативна рада розглядає питання щодо інформатизації, визначені Законом України «Про Національну програму інформатизації».
Консультативна рада збирається на засідання в разі потреби, визначеної Головою Верховної Ради України або Комітетом Верховної Ради України з питань науки і освіти, або ж із власної ініціативи голови Консультативної ради, його заступника, трьох членів Консультативної ради.
Рішення ради приймаються більшістю голосів від затвердженого складу. Рішення ради щодо питань інформатизації, доводяться до відома Голови Верховної Ради України і є обов'язковими для розгляду відповідними комітетами Верховної Ради України, які зобов'язані подати мотивовані висновки з цих питань і довести їх до відома Голови Верховної Ради України.
Члени Консультативної ради працюють на громадських засадах. Окремі роботи з питань інформатизації можуть оплачуватись за розпорядженням Голови Верховної Ради України або його заступників.
Організаційне забезпечення роботи Консультативної ради покладається на секретаріат Комітету Верховної Ради України з питань науки і освіти.